# Nationalpark Toubkal
Der Nationalpark Toubkal (arabisch منتزه وطني توبقال, DMG muntazah waṭanī Tūbqāl, Zentralatlas-Tamazight ⴰⴼⵔⴰⴳ ⴰⵏⴰⵎⵓⵔ ⵏ ⵜⵓⴱⵇⴰⵍ Afrag Anamur n Tubqal) ist ein Nationalpark in Marokko. Er wurde 1942 als erster Nationalpark des Landes gegründet und ist 380 km² groß. Der Nationalpark wurde zum Schutz der natürlichen Ressourcen der Hochgebirgsregion geschaffen, aber besonders wegen der hohen Biodiversität von Flora und Fauna, einschließlich des Mähnenspringers und der Cuviergazelle.

## Lage
Der Nationalpark liegt im Hohen Atlas und gruppiert sich um den höchsten Berg Marokkos bzw. ganz Nordafrikas, den 4.167 m hohen Toubkal. Das Gebiet wird von Berbern bewohnt, welche das Gebiet in geringem Maße zur Feldwirtschaft, in höherem Maße allerdings zur Weidewirtschaft nutzen.

## Orte im Park
- Setti Fatma
- Oukaïmeden
- Ijoukak
- Ouirgane
- Tinmal

## Fauna

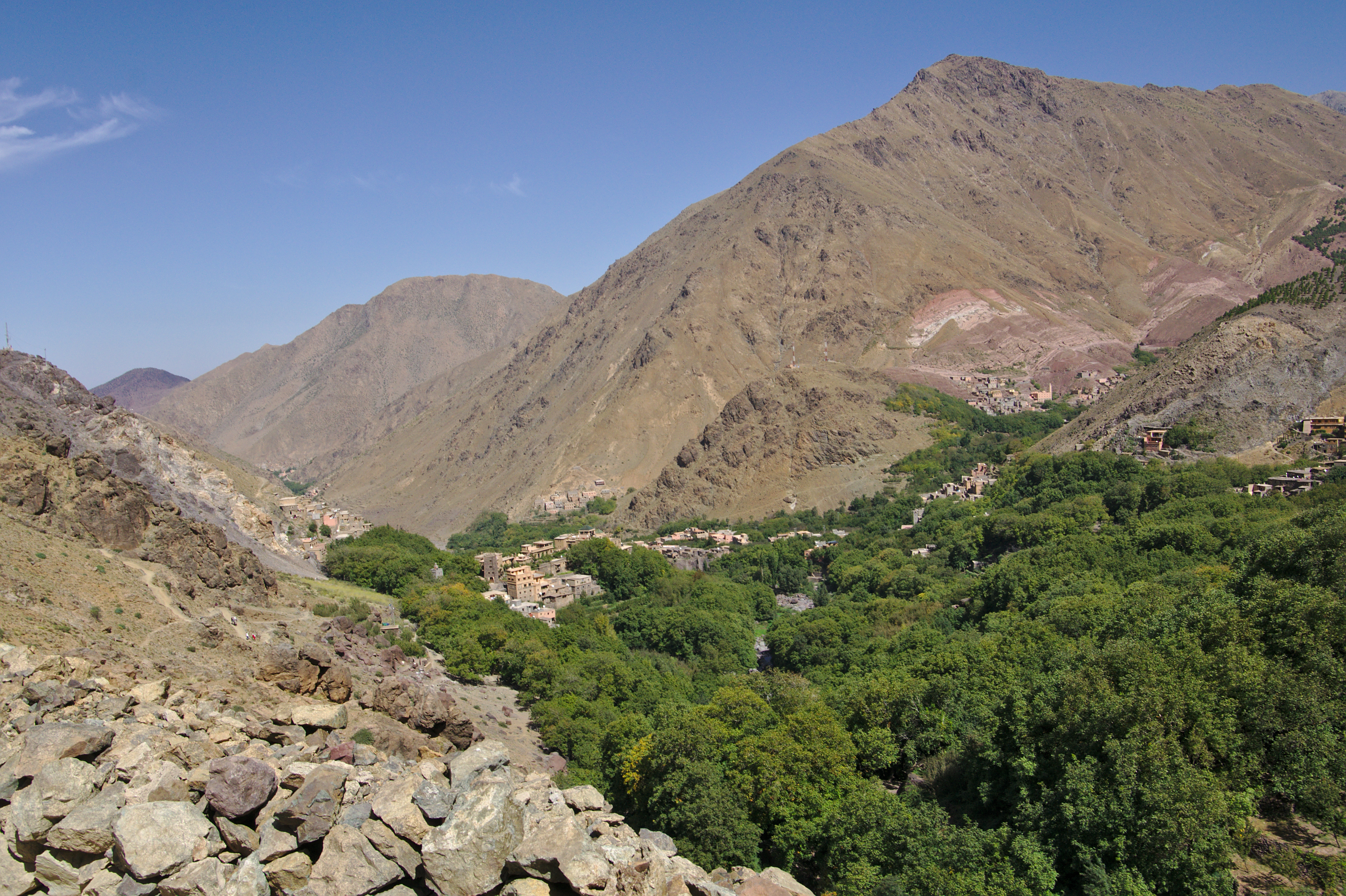
Imlil-Tal im Nationalpark

Auf dem Gebiet des Nationalparks leben etwa 16 Säugetierarten, darunter Mähnenspringer, Cuviergazelle, Berberaffe, Gewöhnliches Stachelschwein, Streifenhyäne und Atlashörnchen. Früher waren hier auch Berber-Leoparden und Berberlöwen beheimatet; beide gelten jedoch als (in freier Natur) ausgestorben.
Die Avifauna wird von der Vogelwelt der Paläarktischen Region dominiert. Etwa 50 Vogelarten kommen vor; darunter Greifvögel (z. B. Bartgeier, Gleitaar, Lannerfalke, Wüstenfalke, Steinadler, Zwergadler, Habichtsadler und Schlangenadler) sowie Kammblässhuhn, Felsenhuhn, Haussegler, Rötelschwalbe, Wasseramsel, Rotkopfwürger, Ohrenlerche, Alpenbraunelle, Diademrotschwanz, Rotflügelgimpel, Hausammer, Alpenkrähe und Alpendohle.
Einst Heimat der Berberlöwen könnte dieser Nationalpark vielleicht auch dessen neue Heimat werden. Abkömmlinge verschiedener Löwen werden per DNA auf ihre Abstammung hin untersucht. Die aussichtsreichsten Kandidaten sollen dann einem Zuchtprogramm zugeführt werden. Die abschließende Phase sieht letztendlich eine Auswilderung in einem Nationalpark im Hohen Atlas vor.

## Flora
Das Klima im Nationalpark wird durch dessen Höhe, den Atlantik und die Sahara bestimmt. Etwa 15 % der Nationalparkfläche ist mit Wald bedeckt.
Die nördlichen, feuchteren Flanken sind von Macchie bzw. Wald bedeckt. Hier kommen Steineiche, Aleppo-Kiefer und Wacholder vor. In den höheren Lagen herrscht hauptsächlich Wacholder vor, welcher übergeht in alpine Wiesen, Pseudosteppen-Vegetation und schließlich in Geröll. Die alpine Zone nimmt etwa 20 % des Nationalparkgebietes in Anspruch, hier sind unter anderem Narzissen, Glockenblumen, Gänsekressen, Ginster, Kratzdisteln, Zwerg-Augentrost, Niederliegende Kirsche, Reiherschnäbel und Schneckenklee anzutreffen. Die südlichen Hänge des Massivs sind trockener als die nördlichen, dementsprechend sind diese auch weniger bewaldet. Hier dominiert der Wacholder, der sich mit Artemisia und Pfriemengräser abwechselt. Die zahlreichen Flusstäler ermöglichen dort eine reiche Flora, welche von Oleander, Weiden, Schwarz- und Silber-Pappel, Steineiche, Portugiesischer Eiche und Eingriffeliger Weißdorn beherrscht werden.